# Adiutorio
L'adiutorio (in latino adiumentum, letteralmente: aiuto, sostegno) era il tributo richiesto ai sudditi siciliani dai re Normanni in circostanze particolari, come guerre, pestilenze o inondazioni.